# Viva Comet 2012
Piąta gala rozdania polskich nagród muzycznych Viva Comet Awards odbyła się 23 lutego 2012 roku, w warszawskiej Hali Expo XXI. Nominacje w jedenastu kategoriach zostały przedstawione 23 stycznia, a w porównaniu z poprzednią galą pojawiła się jedna nowa kategoria: Najwierniejszy Kibic, czyli Fan Roku. Nagrody w dziesięciu z nich zostaną przyznane na podstawie głosowanie na oficjalnej stronie, a wyboru Fana Roku dokona organizator gali. Głosowanie internetowe trwało od 23 stycznia do 22 lutego. Najwięcej nagród zdobyła Ewa Farna oraz zespół Video.

## Nominacje i zwycięzcy
| Król Strzelców (Artysta Roku)                                                                                               | Królowa Boiska (Artystka Roku) |
| --- | --- |
| - Wojciech Łuszczykiewicz - Mezo - Mrozu - Pezet                                                                            | - Ewa Farna - Sylwia Grzeszczak - Edyta Górniak - Marina                                                                           |
| Dream Team (Zespół Roku) | Super Gol (Przebój Roku) |
| - Video - Afromental - Feel - Kalwi & Remi                                                                                  | - Sylwia Grzeszczak – „Małe rzeczy” - Video – „Papieros” - Edyta Górniak – „Teraz – tu” - Natalia Kukulska – „Wierność jest nudna” |
| Tradycyjna Wymiana Koszulek (Image Roku)                                                                                    | Świeża Murawa (Płyta Roku) |
| - Edyta Górniak - Marina - Afromental - Ewa Farna                                                                           | - Video – Nie obchodzi nas rock - Afromental – The B.O.M.B - Marina – Hard Beat - Sylwia Grzeszczak – Sen o przyszłości            |
| Skuteczny Atak (Debiut Roku)                                                                                                | Mistrzowski Drybling (Teledysk Roku)                                                                                               |
| - Honey - Patricia Kazadi - Ellie                                                                                           | - Doda – „XXX” - Marina – „Electric Bass” - Afromental – „Rollin' With You” - Edyta Górniak – „Teraz – tu”                         |
| Gwizdek Sędziego (Dzwonek Roku)                                                                                             | Transfer Roku (Najlepsze na viva-tv.pl)                                                                                            |
| - Ewa Farna – „Bez łez” - Sylwia Grzeszczak – „Małe rzeczy” - Natalia Kukulska – „Wierność jest nudna” - Video – „Papieros” | - Ewa Farna – „Bez łez” - Honey – „Runaway” - Kalwi & Remi – „You & I” - Mezo – „Kryzys”                                           |
| Najwierniejszy kibic (Fan roku)                                                                                             | |
| | |

### Statystyki
Najwięcej nominacji:
- 4 – Afromental, Edyta Górniak, Ewa Farna, Marina, Sylwia Grzeszczak, Video
- 2 – Honey, Kalwi & Remi, Mezo

Najwięcej nagród:
- 3 – Ewa Farna
- 2 – Video

## Wykonawcy
- Afromental – „Rollin' with you"/"It’s My Life”
- Amanda Wilson – „Seek Bromance”
- Edyta Górniak – „Consequences”/"Teraz – tu”
- Ewa Farna – „Nie Przegap”
- Kalwi & Remi – „You & I”
- Marina – „Electric Bass”
- Mezo – „Kryzys”
- Mrozu i Kasta – „Globalne”
- Pezet – „Co mam powiedzieć”
- Sylwia Grzeszczak – „Małe rzeczy"/"Karuzela”
- Video – „Papieros"